# پروین میکده
پروین میکده (۵ اسفند ۱۳۱۴ – ۱۹ اسفند ۱۳۹۲) بازیگر سینما و تلویزیون ایرانی بود.
او همچنین در سریال های تلویزیونی داستان یک شهر،‌ خانه به دوش، مدرسه مادربزرگ‌ها، خانه به خانه و دردسر طلایی بازی کرده بود.

## زندگی‌نامه
پروین میکده در سال ۱۳۱۴ در تهران متولد شد. پدرش سرهنگ ابوالقاسم میکده علاقه زیادی به موسیقی ایرانی داشت و به همین علت فرزندانش را با آن آشنا کرد. پروین میکده سال دوم دبیرستان را پشت سر گذاشته بود که ازدواج، او را از ادامه تحصیل بازداشت؛ اما در فعالیت‌های علمی و هنری شرکت می‌کرد. او همچنین در «انجمن ایران و فرانسه» در ارتباط با آموزش زبان فرانسه، «تئاتر نصر» در ایفای نقش‌های فولکلوریک (محلی شمالی) کار کرده‌بود. بعد از انقلاب، چند تشویق‌نامه از مراکز هنری دریافت کرد. سلیمان خان میکده پدربزرگ او بوده است.

## درگذشت
وی ۱۹ اسفند ۱۳۹۲ در «بیمارستان شهریار» تهران به دلیل سرطان کبد از دنیا رفت و ۲۱ اسفند در قطعه هنرمندان به خاک سپرده شد.

## کارنامه هنری

### سینمایی
- لامپ ۱۰۰ (١٣٩٢)
- گناهکاران (۱۳۹۰)
- یک خانواده محترم (۱۳۹۰)
- روز یلدا شب چله (۱۳۸۹)
- پوپک و مش ماشاالله (۱۳۸۸)
- خاله سوسکه (۱۳۸۸)
- بیداری (۱۳۸۷)
- پسر تهرانی (۱۳۸۷)
- دلداده (۱۳۸۷)
- توفیق اجباری (۱۳۸۶)
- مجنون لیلی (١٣٨۶)
- بی وفا (۱۳۸۵)
- خوابگاه دختران (۱۳۸۲)
- عروس فراری (۱۳۸۳)
- بانوی من (۱۳۸۱)
- شام آخر (۱۳۸۰)
- مربای شیرین(۱۳۸۰)
- من، ترانه ۱۵ سال دارم (۱۳۸۰)
- همسر دلخواه من (۱۳۷۹)
- عشق شیشه‌ای (۱۳۷۸)
- زخمی (۱۳۷۶)
- مرد عوضی (۱۳۷۶)
- بالاتر از خطر (۱۳۷۵)
- روزی که خواستگار آمد (۱۳۷۵)
- افسانه دو خواهر (۱۳۷۳)
- عبور از تله (۱۳۷۲)

### تلویزیونی
| سال     | نام                     | سمت          | کارگردان                        | توضیحات                                                       |
| ------- | ----------------------- | ------------ | ------------------------------- | ------------------------------------------------------------- |
| ۱۳۹۳    | هفت سنگ                 | بازیگر مهمان | علیرضا بذرافشان                 | آخرین سریالی که او بازی کرد که بعد از درگذشت او پخش شد        |
| ۱۳۹۱    | تله‌فیلم آقای ناقابل     | بازیگر       | سیدمحسن میرحسینی                |                                                               |
| ۱۳۹۲    | پژمان                   | بازیگر       | سروش صحت                        |                                                               |
| ۱۳۹۱    | پایتخت ۲                | بازیگر       | سیروس مقدم                      | در نوروز ۱۳۹۲ از شبکه ۱                                       |
| ۱۳۹۱    | تله‌فیلم به نام مادرم    | بازیگر       | محمد راوندی                     | شبکه ۳                                                        |
| ۱۳۹۰    | تقدیر                   | بازیگر       | عبدالرضا فیروزان                | شبکه ۳                                                        |
| ۱۳۹۰    | عکاسخانه                | بازیگر       | فرزین مهدی‌پور                   | شبکه ۲                                                        |
| ۱۳۹۰    | تله‌فیلم تهرانپارس       | بازیگر       | صالح دلدم                       |                                                               |
| ۱۳۸۹    | تله‌فیلم یک، دو، سه      | بازیگر       | محمد خراط‌زاده                   |                                                               |
| ۱۳۸۹    | خوش‌نشین‌ها               | بازیگر       | سعید آقاخانی                    |                                                               |
| ۱۳۸۶    | سایه تنهایی             | بازیگر       | بیژن شکرریز                     | شبکه ۱                                                        |
| ۱۳۸۵    | تا صبح                  | بازیگر       | مجید جوانمرد، محمدعلی باشه‌آهنگر | شبکه ۵                                                        |
| ۸۵–۱۳۸۴ | راه شب                  | بازیگر       | داریوش فرهنگ                    | شبکه ۳                                                        |
| ۱۳۸۴    | متهم گریخت              | بازیگر       | رضا عطاران                      | در رمضان ۱۳۸۴ از شبکه ۳                                       |
| ۱۳۸۴    | پای پیاده               | بازیگر       | اصغر توسلی                      |                                                               |
| ۱۳۸۳    | دوباره زندگی            | بازیگر       | نادر مقدس                       | شبکه تهران                                                    |
| ۱۳۸۳    | خانه به دوش             | بازیگر       | رضا عطاران                      | در رمضان ۱۳۸۳ از شبکه ۳                                       |
| ۱۳۸۲    | وارث                    | بازیگر       | کاظم بلوچی                      | شبکه ۱                                                        |
| ۱۳۸۲    | معما                    | بازیگر مهمان | مسعود آب‌پرور                    | بازیگر مهمان در اپیزود «جاده‌های پشت سر»                       |
| ۸۲–۱۳۸۱ | مزرعه آفتابگردان        | بازیگر       | فریدون حسن‌پور                   |                                                               |
| ۱۳۸۱    | مشاور                   | بازیگر       | مسعود رشیدی                     | بازی در اپیزود «عشق کافی نیست» و «مسافر کوچولو» سیمای خانواده |
| ۱۳۸۱    | تن‌ها                    | بازیگر       | سید جواد هاشمی                  |                                                               |
| ۱۳۸۱    | پشت کنکوری‌ها            | بازیگر       | پریسا بخت‌آور                    | شبکه تهران                                                    |
| ۱۳۸۰    | یادداشت‌های کودکی        | بازیگر       | پریسا بخت‌آور                    |                                                               |
| ۱۳۸۰    | دردسرهای طلایی          | بازیگر       | شاپور قریب                      |                                                               |
| ۱۳۸۰    | شب آفتابی               | بازیگر       | قاسم جعفری                      |                                                               |
| ۱۳۸۰    | زیر آسمان شهر           | بازیگر       | مهران غفوریان                   |                                                               |
| ۱۳۷۹    | غریبه                   | بازیگر       | جواد اردکانی                    | شبکه ۲                                                        |
| ۱۳۷۹    | صدایم کن                | بازیگر       | مسعود نوابی                     |                                                               |
| ۱۳۷۸    | آژانس دوستی             | بازیگر       | احمد رمضان زاده                 | شبکه ۱                                                        |
| ۱۳۷۸    | کاشانه                  | بازیگر       | قاسم جعفری                      | شبکه ۳                                                        |
| ۱۳۷۸    | زمان شوریدگی            | بازیگر       | محمدعلی نجفی                    |                                                               |
| ۱۳۷۸    | داستان یک شهر (سری اول) | بازیگر       | اصغر فرهادی                     | شبکه تهران                                                    |
| ۱۳۷۸    | ایستگاه                 | بازیگر       | منوچهر عسگری‌نسب                 | شبکه ۲                                                        |
| ۱۳۷۷    | معجزه نوروزی            | بازیگر       | محرم زینال‌زاده                  | نوروز ۱۳۷۸ از شبکه ۲                                          |
| ۱۳۷۷    | راز یک خزان             | بازیگر       | فرامرز باصری                    | برنامه سیمای خانواده شبکه ۱                                   |
| ۱۳۷۷    | سوء تفاهم               | بازیگر       | رضا سبحانی                      | شبکه ۱                                                        |
| ۱۳۷۷    | باغ کوچک بی‌بی گل        | بازیگر       | مهدی قاسمی                      | بازی در اپیزود «بوی گل یاس» برنامه سیمای خانواده              |
| ۷۷–۱۳۷۶ | فردا دیر است            | بازیگر       | حسن فتحی                        | شبکه ۳                                                        |
| ۷۷–۱۳۷۶ | برگ و باد               | بازیگر       | فیاض موسوی                      | از برنامه سیمای خانواده شبکه ۱                                |
| ۱۳۷۶    | گل‌های آفتابگردان        | بازیگر مهمان | مسعود شاه‌محمدی                  | برنامه سیمای خانواده                                          |
| ۷۶–۱۳۷۵ | تهران ۱۱–۵۹۵ ج ۴۸       | بازیگر       | مرضیه برومند                    | بازی در اپیزود «دردسر»، «پولوور بنفش»، «تحقیق» و «سرانجام»    |
| ۷۶–۱۳۷۵ | ماجراهای آقا جمال       | بازیگر       | حمید اکرمی                      | شبکه ۳                                                        |
| ۱۳۷۵    | خانه به خانه            | بازیگر       | کیانوش عیاری                    | شبکه ۱                                                        |
| ۱۳۷۵    | مدرسه مادربزرگ‌ها        | بازیگر       | غلامرضا رمضانی                  | شبکه ۵                                                        |
| ۱۳۷۵    | حادثه پشت کلام          | بازیگر       | علی بیابانی                     | برنامه سیمای خانواده شبکه ۱                                   |
| ۱۳۷۴    | کارآگاه (سری اول)       | بازیگر       | حسن هدایت                       | شبکه ۱                                                        |
| ۱۳۷۴    | عیاران                  | بازیگر       | کاظم بلوچی                      |                                                               |
| ۱۳۷۴    | داستان آنا              | بازیگر       | رؤیا افشار                      | زیرمجموعه قصه شب سیما شبکه ۱                                  |
| ۱۳۷۳    | بهاران در بهار          | بازیگر       | غلامرضا رمضانی                  | در ماه رمضان از شبکه ۲                                        |